# Banbury United FC
Banbury United FC (celým názvem: Banbury United Football Club) je anglický fotbalový klub, který sídlí ve městě Banbury v nemetropolitním hrabství Oxfordshire. Založen byl v roce 1931 pod názvem Spencer SC. Od sezóny 2018/19 hraje v Southern Football League Premier Division Central (7. nejvyšší soutěž). Klubové barvy jsou červená a žlutá
Své domácí zápasy odehrává na Spencer Stadium s kapacitou 6 500 diváků.

## Historické názvy
Zdroj: 
- 1931 – Spencer SC (Spencer Sports Club)
- 1933 – Spencer Villa FC (Spencer Villa Football Club)
- 1934 – Banbury Spencer FC (Banbury Spencer Football Club)
- 1965 – Banbury United FC (Banbury United Football Club)

## Získané trofeje
- Oxfordshire Senior Cup ( 6× )
  - 1978/79, 1987/88, 2003/04, 2005/06, 2006/07, 2014/15

- Southern Premier League (Central) ( 1× )
  - 2021/22

## Úspěchy v domácích pohárech
Zdroj: 
- FA Cup
  - 1. kolo: 1947/48, 1961/62, 1972/73, 1973/74
- FA Trophy
  - 3. kolo: 1970/71, 1973/74
- FA Vase
  - 2. kolo: 1999/00

## Umístění v jednotlivých sezonách
Stručný přehled
Zdroj: 
- 1945–1954: Birmingham Combination
- 1954–1955: Birmingham & District League (Southern Division)
- 1955–1960: Birmingham & District League (Division One)
- 1960–1962: Birmingham & District League
- 1962–1965: West Midlands Regional League
- 1965–1966: West Midlands Regional League (Premier Division)
- 1966–1971: Southern Football League (Division One)
- 1971–1979: Southern Football League (Division One North)
- 1979–1990: Southern Football League (Midland Division)
- 1990–2000: Hellenic Football League (Premier Division)
- 2000–2004: Southern Football League (Eastern Division)
- 2004–2015: Southern Football League (Premier Division)
- 2015–2016: Southern Football League (Division One South & West)
- 2016–2018: Southern Football League (Premier Division)
- 2018–2022: Southern Football League (Premier Division Central)
- 2022–2024: National League North
- 2024–: Southern Football League (Premier Division Central)

Jednotlivé ročníky
Zdroj: 
Legenda: Z - zápasy, V - výhry, R - remízy, P - porážky, VG - vstřelené góly, OG - obdržené góly, +/- - rozdíl skóre, B - body, červené podbarvení - sestup, zelené podbarvení - postup, fialové podbarvení - reorganizace, změna skupiny či soutěže
| Sezóny  | Liga                                                 | Úroveň | Z  | V  | R  | P  | VG | OG  | +/- | B   | Pozice |
| ------- | ---------------------------------------------------- | ------ | -- | -- | -- | -- | -- | --- | --- | --- | ------ |
| 2009/10 | Southern Football League (Premier Division)          | 7      | 42 | 14 | 13 | 15 | 53 | 67  | -14 | 55  | 12.    |
| 2010/11 | Southern Football League (Premier Division)          | 7      | 40 | 11 | 8  | 21 | 44 | 67  | -23 | 40  | 16.    |
| 2011/12 | Southern Football League (Premier Division)          | 7      | 42 | 13 | 10 | 19 | 54 | 61  | -7  | 49  | 16.    |
| 2012/13 | Southern Football League (Premier Division)          | 7      | 42 | 14 | 9  | 19 | 60 | 75  | -15 | 51  | 16.    |
| 2013/14 | Southern Football League (Premier Division)          | 7      | 44 | 14 | 5  | 25 | 64 | 116 | -52 | 47  | 19.    |
| 2014/15 | Southern Football League (Premier Division)          | 7      | 44 | 9  | 10 | 25 | 53 | 86  | -33 | 37  | 21.    |
| 2015/16 | Southern Football League (Division One South & West) | 8      | 42 | 28 | 10 | 4  | 97 | 38  | +59 | 94  | 2.     |
| 2016/17 | Southern Football League (Premier Division)          | 7      | 46 | 24 | 8  | 14 | 67 | 40  | +27 | 80  | 6.     |
| 2017/18 | Southern Football League (Premier Division)          | 7      | 46 | 19 | 15 | 12 | 90 | 59  | +31 | 72  | 9.     |
| 2018/19 | Southern Football League (Premier Division Central)  | 7      | 42 | 13 | 14 | 15 | 53 | 55  | -2  | 49  | 17.    |
| 2019/20 | Southern Football League (Premier Division Central)  | 7      | 32 | 14 | 10 | 8  | 48 | 31  | +17 | 52  | 7.     |
| 2020/21 | Southern Football League (Premier Division Central)  | 7      | 7  | 2  | 2  | 3  | 9  | 13  | -4  | 8   | 18.    |
| 2021/22 | Southern Football League (Premier Division Central)  | 7      | 40 | 32 | 6  | 2  | 92 | 32  | +60 | 102 | 1.     |
| 2022/23 | National League North                                | 6      | 46 | 13 | 15 | 18 | 55 | 62  | -7  | 54  | 17.    |
| 2023/24 | National League North                                | 6      | 46 | 10 | 8  | 28 | 38 | 86  | -48 | 38  | 22.    |